# Coleta
Coleta ist ein Ort (mit dem Status „Village“) im Whiteside County im Nordwesten des US-amerikanischen Bundesstaates Illinois. Das U.S. Census Bureau hat bei der Volkszählung 2020 eine Einwohnerzahl von 167 ermittelt.

## Geografie
Coleta liegt auf 41°54′08″ nördlicher Breite und 89°48′08″ westlicher Länge und erstreckt sich über rund einen Quadratkilometer. Der Ort bildet das Zentrum der Genesee Township. 
Coleta liegt rund 30 km östlich des Mississippi. Benachbarte Orte sind Milledgeville (9,1 km nordnordöstlich), Sterling (19,8 km südöstlich) und Morrison (23,9 km südwestlich).
Die nächstgelegenen größeren Städte sind Dubuque (129 km nordwestlich), Rockford (89,3 km nordöstlich), die Quad Cities (101 km südwestlich) sowie Cedar Rapids (183 km westlich).

## Verkehr
Durch Coleta verläuft der County Highway 12. Alle weiteren Straßen sind weiter untergeordnete und teilweise unbefestigte Fahrwege sowie  innerörtliche Verbindungsstraßen.

Die nächstgelegenen Flughäfen sind der 82,6 km nordöstlich von Coleta gelegene Chicago Rockford International Airport sowie der 102 km südwestlich gelegene Quad City International Airport.

## Demografische Daten
Nach der Volkszählung im Jahr 2010 lebten in Coleta 164 Menschen in 64 Haushalten. Die Bevölkerungsdichte betrug 164 Einwohner pro Quadratkilometer. In den 64 Haushalten lebten statistisch je 2,56 Personen. 
Ethnisch betrachtet bestand sich die Bevölkerung zu 100 Prozent aus Weißen. 6,1 Prozent (zehn Personen) waren spanischer oder lateinamerikanischer Abstammung. 
26,2 Prozent der Bevölkerung waren unter 18 Jahre alt, 56,1 Prozent waren zwischen 18 und 64 und 17,7 Prozent waren 65 Jahre oder älter. 47,6 Prozent der Bevölkerung war weiblich.
Das mittlere jährliche Einkommen eines Haushalts lag bei 34.375 USD. Das Pro-Kopf-Einkommen betrug 23.444 USD. 2,6 Prozent der Einwohner lebten unterhalb der Armutsgrenze.